# Perzelia arda
Perzelia arda är en fjärilsart som beskrevs av Clarke 1978. Perzelia arda ingår i släktet Perzelia och familjen plattmalar. Inga underarter finns listade i Catalogue of Life.